# Апсала (Минесота)
Апсала (енгл. Upsala) град је у америчкој савезној држави Минесота.

## Демографија
По попису из 2010. године број становника је 427, што је 3 (0,7%) становника више него 2000. године.
| Група             | 2000.       | 2010.       |
| Белци             | 418 (98,6%) | 400 (93,7%) |
| Афроамериканци    | 0 (0,0%)    | 4 (0,9%)    |
| Азијати           | 2 (0,5%)    | 2 (0,5%)    |
| Хиспаноамериканци | 4 (0,9%)    | 17 (4,0%)   |
| Укупно            | 424         | 427         |